# Middle Fork Powder River
Der Middle Fork Powder River ist der etwa 109 km lange, rechte Quellfluss des Powder River im Zentrum des US-Bundesstaates Wyoming.

## Verlauf
Der Middle Fork Powder River entspringt in den östlichen Ausläufern der Bridger Mountains im nördlichsten Natrona County auf einer Höhe von etwa 2650 m. Von dort fließt nach Nordosten und erreicht das Washakie County, bevor er sich nach Osten wendet und das Johnson County erreicht. Der Middle Fork Powder River fließt durch mehrere Schluchten und Canyons in den südlichen Bighorn Mountains und erreicht den historisch bedeutsamen Pass Hole-in-the-Wall, wo westlich des Steamboat Rock mit dem Buffalo Creek von rechts der längste Nebenfluss hinzufließt. Weiter flussabwärts erhält er mit Beaver Creek und Red Fork Powder River von links weitere größere Nebenflüsse und folgt mäandrierend dem Verlauf des Wyoming Highway 190 nach Nordosten. Bei Kaycee verlässt der Fluss die Bighorn Mountains, unterquert die Interstate 25 sowie U.S. Highway 87 und Wyoming Highway 196 und fließt südlich des Ortes nach Osten. Der Middle Fork Powder River verläuft noch einige Kilometer parallel zum Wyoming Highway 192 in östliche Richtung und fließt nach knapp 109 km rund 7 km östlich von Kaycee auf einer Höhe von 1391 m mit dem North Fork Powder River zum Powder River zusammen.

## Hydrologie
Der Middle Fork Powder River ist als Quellfluss des Powder Rivers Teil des Einzugsgebietes des Yellowstone Rivers, der über den Missouri und den Mississippi in den Golf von Mexiko entwässert. Das Einzugsgebiet des Middle Fork Powder River umfasst ein Areal von etwa 1800 km² und grenzt an die Einzugsgebiete von South Fork Powder River im Osten und Südosten, Badwater Creek im Südwesten, Nowood River im Westen sowie North Fork Powder River im Norden. Der mittlere Abfluss am Pegel in Kaycee beträgt 3,55 m³/s, die größten Abflüsse finden sich in den Monaten Mai und Juni.

## Geschichte
Der abgelegene Hole-in-the-Wall-Pass am Zusammenfluss von Middle Fork Powder River und Buffalo Creek wurde im späten 19. Jahrhundert von verschiedenen Banditen und Gesetzlosen als Unterschlupf genutzt. Sundance Kid und Butch Cassidy führten ab 1896 eine Bande an, die bald als The Wild Bunch („Der wilde Haufen“) bekannt wurde. Am Hole-in-the-Wall-Pass hatte The Wild Bunch zusammen mit anderen Banden einen Unterschlupf. Der lose Zusammenschluss von Gesetzlosen wurde nach dem Schlupfwinkel als Hole-in-the-Wall-Gang bezeichnet. Ende 1898 hatten die Viehzüchter und Eisenbahnunternehmer das Gebiet wieder unter Kontrolle.

## Belege
1. 1 2 3 4 5  Middle Fork Powder River. In: Geographic Names Information System. United States Geological Survey, United States Department of the Interior (englisch).
2. ↑  USGS 06310500 MIDDLE FORK POWDER RIVER AT KAYCEE, WY. Abgerufen am 3. Oktober 2024.
3. ↑  The Hole-in-the-Wall. Bureau of Land Management, 18. Juni 2010, abgerufen am 3. Oktober 2024.